# Cantonul Mulhouse-Est
Cantonul Mulhouse-Est este un canton din arondismentul Mulhouse, departamentul Haut-Rhin, regiunea Alsacia, Franța.